# Stelvio Rosi
Stelvio Rosi, noto anche con lo pseudonimo di Stan Cooper (Roma, 1º agosto 1938 – Rio de Janeiro, 19 dicembre 2018), è stato un attore e produttore cinematografico italiano naturalizzato brasiliano.

## Biografia
Interprete di molte commedie giovanili e di film comico-musicali, spesso interpretando giovani aristocratici napoletani, veniva generalmente doppiato da Carlo Croccolo. Ricoprì anche ruoli di una certa complessità come nel film di Luciano Salce La voglia matta o con Luchino Visconti ne Il Gattopardo. Tra gli anni sessanta e settanta, con lo pseudonimo di Stan Cooper, partecipò a pellicole giallo-poliziesche. Recitò come protagonista nel film La battaglia dell'ultimo panzer.
Dopo il 1973 scomparve dagli schermi cinematografici e si trasferì nell'America Latina dove, tra l'altro, acquisì la cittadinanza brasiliana e diventò produttore di video e film.
Nel 1990 coprodusse con Galliano Juso il film italo-brasiliano Dançando Lambada con Carlinhos de Jesus e Via Negromonte.
Morì il 19 dicembre 2018 a Rio de Janeiro, all'età di 80 anni.

## Filmografia
- Gli attendenti, regia di Giorgio Bianchi (1961)
- Diciottenni al sole, regia di Camillo Mastrocinque (1962)
- La voglia matta, regia di Luciano Salce (1962)
- Il giorno più corto, regia di Sergio Corbucci (1963)
- Il Gattopardo, regia di Luchino Visconti (1963)
- Gli onorevoli, regia di Sergio Corbucci (1963)
- Che fine ha fatto Totò Baby?, regia di Ottavio Alessi (1964)
- Canzoni, bulli e pupe, regia di Carlo Infascelli (1964)
- ...e la donna creò l'uomo, regia di Camillo Mastrocinque (1964)
- In ginocchio da te, regia di Ettore Maria Fizzarotti (1964)
- La violenza e l'amore, regia di Adimaro Sala (1965)
- Non son degno di te, regia di Ettore Maria Fizzarotti (1965)
- Se non avessi più te, regia di Ettore Maria Fizzarotti (1965)
- Soldati e caporali, regia di Mario Amendola (1965)
- Stasera mi butto, regia di Ettore Maria Fizzarotti (1967)
- Colpo sensazionale al servizio del Sifar, regia di José Luis Merino (1968)
- 7 eroiche carogne (Comando al infierno), regia di José Luis Merino (1969)
- Lisa dagli occhi blu, regia di Bruno Corbucci (1969)
- Pensiero d'amore, regia di Mario Amendola (1969)
- Strada senza uscita, regia di Gaetano Palmieri (1969)
- Il suo nome è Donna Rosa, regia di Ettore Maria Fizzarotti (1969)
- Zum Zum Zum nº 2, regia di Bruno Corbucci (1969)
- Nell'anno del Signore, regia di Luigi Magni (1969)
- La battaglia dell'ultimo panzer, regia di José Luis Merino (1969)
- Franco e Ciccio sul sentiero di guerra, regia di Aldo Grimaldi (1970)
- Mezzanotte d'amore, regia di Ettore Maria Fizzarotti (1970)
- Ancora dollari per i MacGregor, regia di José Luis Merino (1970)
- Qualcosa striscia nel buio, regia di Mario Colucci (1971)
- Venga a fare il soldato da noi, regia di Ettore Maria Fizzarotti (1971)
- Monta in sella figlio di...!, regia di Tonino Ricci (1971)
- Sei iellato, amico hai incontrato Sacramento, regia di Giorgio Cristallini (1972)
- I corsari dell'isola degli squali, regia di José Luis Merino (1972)
- Scansati... a Trinità arriva Eldorado, regia di Aristide Massaccesi (1972)
- Li chiamavano i tre moschettieri... invece erano quattro, regia di Silvio Amadio (1973)
- Da Scaramouche or se vuoi l'assoluzione baciar devi sto... cordone!, regia di Gianfranco Baldanello (1973)
- L'orgia dei morti, regia di José Luis Merino (1973)

## Doppiatori italiani
- Carlo Croccolo in In ginocchio da te, Non son degno di te, Se non avessi più te, Stasera mi butto, Il suo nome è Donna Rosa, Mezzanotte d'amore, Venga a fare il soldato da noi
- Cesare Barbetti in Diciottenni al sole, 7 eroiche carogne, Franco e Ciccio sul sentiero di guerra, La battaglia dell'ultimo panzer, Qualcosa striscia nel buio, Ancora dollari per i MacGregor
- Pino Colizzi in Nell'anno del signore, I corsari dell'isola degli squali,  Scansati... a Trinità arriva Eldorado
- Oreste Lionello in La voglia matta
- Michele Gammino in Li chiamavano i tre moschettieri... invece erano quattro
- Sergio Graziani in  Da Scaramouche or se vuoi l'assoluzione baciar devi sto... cordone!
- Giuseppe Rinaldi in Gli attendenti
- Massimo Turci in L'orgia dei morti
- Renato Izzo in Sei jellato amico, hai incontrato Sacramento
- Rino Bolognesi in Colpo sensazionale al servizio del Sifar